# Келбечева, Сийка
Сийка Тодорова Келбечева (болг. Сийка Тодорова Келбечева; 1 декабря 1951, Рудозем, Смолянская область, НРБ), в замужестве Барбулова (болг. Барбулова) — болгарская гребчиха, выступавшая за сборную Болгарии по академической гребле в 1970-х годах. Чемпионка летних Олимпийских игр в Монреале, бронзовая призёрка Олимпийских игр в Москве, победительница и призёрка многих регат национального значения.

## Биография
Сийка Келбечева родилась 1 декабря 1951 года в городе Рудозем, Болгария. Заниматься академической греблей начала в 1970 году в возрасте 19 лет, проходила подготовку в местном гребном клубе «Тракия» под руководством тренеров Андона Субашева и Николая Здравкова. Одновременно с выступлениями в гребле училась на математическом факультете в Пловдивском университете.
Дебютировала на взрослом международном уровне в сезоне 1973 года, когда вошла в основной состав болгарской национальной сборной и побывала на чемпионате Европы в Москве — стартовала здесь в рулевых четвёрках и восьмёрках, показав в обоих случаях пятый результат.
В 1975 году на чемпионате мира в Ноттингеме заняла четвёртое место в зачёте распашных безрульных двоек.
Благодаря череде удачных выступлений удостоилась права защищать честь страны на летних Олимпийских играх 1976 года в Монреале — вместе с напарницей Стоянкой Груйчевой обошла всех своих соперниц в программе безрульных двоек и тем самым завоевала золотую олимпийскую медаль. После Олимпиады она родила ребёнка и приступила к тренировкам за год до следующей Олимпиады.
Находясь в числе лидеров болгарской национальной сборной, благополучно прошла отбор на Олимпийские игры 1980 года в Москве, на сей раз они с Груйчевой пришли к финишу третьими позади экипажей из Восточной Германии и Польши — таким образом добавили в послужной список бронзовые олимпийские награды.
Завершив спортивную карьеру, в 1981 году Келбечева окончила Национальную спортивную академию в Софии. Работала тренером и руководителем отделения водных видов спорта в своём клубе «Тракия», вместе со своим мужем Эмилем Барбуловым занималась тренерской деятельностью в Греции. Позже работала учителем физкультуры в Пловдиве, была председателем местного гребного клуба «Хеброс».
Почётная гражданка города Пловдива. В 2012 году за выдающийся вклад в развитие спорта и физической культуры Республики Болгария награждена орденом «Стара планина» I степени.